# Achtundzwanzig
Die Achtundzwanzig (28) ist die natürliche Zahl zwischen Siebenundzwanzig und Neunundzwanzig. Sie ist gerade.

## Mathematik
- 28 ist die zweite und einzige zweistellige vollkommene Zahl, da sie die Summe ihrer positiven echten Teiler ist.
- Sie ist eine Dreieckszahl und die Summe der ersten 5 Primzahlen.
- 28 ist die kleinste natürliche Zahl, die auf zwei unterschiedliche Arten als Summe vierer Quadratzahlen geschrieben werden kann: {\displaystyle 28=4^{2}+2^{2}+2^{2}+2^{2}=5^{2}+1^{2}+1^{2}+1^{2}}.

## Naturwissenschaften
- Im Periodensystem der Elemente ist die 28 die Ordnungszahl von Nickel.
- In der Kernphysik ist die 28 eine magische Zahl, mit bestimmten Neutronen- und Protonenzahlen in Atomkernen, bei denen im Grundzustand des Kerns eine höhere Stabilität als bei benachbarten Nukliden beobachtet wird.
- 28 ist die molare Masse von Kohlenstoffmonoxid und Ethen in g/mol. Es ist außerdem die Atommasse von Silicium.
- Die scheinbare Rotationsperiode der Sonne von der Erde aus gesehen beträgt etwa 28 Tage.
- 28 Tage sind die durchschnittliche Länge eines Menstruationszyklus.

## Sonstiges
- Der Februar hat im gregorianischen Kalender 28 Tage (außer in Schaltjahren). Der gregorianische Kalender wiederholt sich nach einer Periode von 28 Jahren, bis auf alle 100 Jahre. Das heißt, dass die Tage bis 2100 im 28-Jahre-Rhythmus immer auf den gleichen Wochentag fallen.
- Im arabischen und Esperanto-Alphabet sind 28 Buchstaben enthalten.
- Der erwachsene Mensch besitzt ohne Weisheitszähne 28 Zähne.
- Sechser-Domino enthält 28 Spielsteine.
- Unter Rechtsradikalen ist die 28 eine Codezahl für Blood and Honour (B und H sind der 2. und 8. Buchstabe des Alphabets).
- Laut jüdischer Tradition folgt die Sonne einem Zyklus von 28 Jahren, in dem sie einmal zu ihrem Platz in der Kreation zurückkehrt. Daher wird alle 28 Jahre im April der Segensspruch Birkat ha-Chama vorgetragen.
- Es gibt 28 Wohnsitze in der chinesischen Astronomie, die äquivalent zu den 12 Tierkreiszeichen der westlichen Welt sind.
- In Binärcode wird 28 als 00011100 geschrieben.
- Es gibt 28 Bundesstaaten in Indien.
- Ein Basketballplatz muss laut der FIBA 28 Meter lang sein.
- Der 28. Präsident der Vereinigten Staaten war Woodrow Wilson.